# سید مهدی فرحی
سید مهدی فرحی (زادهٔ ۱۳۴۲ تهران) سرتیپ سپاه پاسداران انقلاب اسلامی است که هم‌اکنون به‌عنوان معاون آماد، امور صنعتی و تحقیقاتی وزارت دفاع و پشتیبانی نیروهای مسلح، مشاور رئیس ستاد کل نیروهای مسلح در امور فضایی و دستیار وزیر دفاع و پشتیبانی نیروهای مسلح در امور راهبردی فعالیت می‌کند، همچنین عضو هیئت علمی و مدرس دانشگاه صنعتی مالک اشتر می‌باشد.
فرحی فعالیت نظامی را در خلال جنگ ایران و عراق از نیروی زمینی سپاه پاسداران آغاز کرد. وی از ابتدای دهه ۱۳۸۰ تا ۱۳۸۴ مدیرعاملی صنایع تسلیحاتی کشور را برعهده داشت، از ۱۳۸۴ تا ۱۳۸۸ مدیرعامل و رئیس هیئت مدیره سازمان صنایع دفاع جمهوری اسلامی ایران و معاون وزیر دفاع بود، از ۱۳۸۸ تا ۱۳۹۳ ریاست سازمان صنایع هوافضا را برعهده داشت و از ۱۳۹۴ تا ۱۳۹۵ به‌عنوان معاون آماد، امور صنعتی و تحقیقاتی وزارت دفاع فعالیت می‌کرد. او از ۱۳۹۵ تا ۱۳۹۶ مشاور وزیر دفاع بود، در فاصله سال‌های ۱۳۹۶ تا ۱۳۹۹ فرماندهی قرارگاه مهارت‌آموزی کارکنان وظیفه نیروهای مسلح را برعهده داشت، از ۱۴۰۰ تا ۱۴۰۲ قائم‌مقام وزیر دفاع بود و از ۱۴۰۲ تا ۱۴۰۳ به‌عنوان قائم‌مقام وزیر صنعت، معدن و تجارت فعالیت می‌کرد.